# 2856 Röser
2856 Röser este un asteroid din centura principală, descoperit pe 14 aprilie 1933, de Karl Reinmuth.